# جيمس تيت
جيمس تيت (بالإنجليزية: James Tate)‏ هو مؤلف وأستاذ مدرسة وكاتب وشاعر أمريكي، ولد في 8 ديسمبر 1943 في كانساس سيتي في الولايات المتحدة، وتوفي في 8 يوليو 2015 في أميرست في الولايات المتحدة.

## وصلات خارجية
- جيمس تيت على موقع الموسوعة البريطانية (الإنجليزية)
- جيمس تيت على موقع ميوزك برينز (الإنجليزية)
- جيمس تيت على موقع إن إن دي بي (الإنجليزية)
- جيمس تيت على موقع ديسكوغز (الإنجليزية)